# Klášter Hradiště nad Jizerou
Klášter Hradiště nad Jizerou là một làng thuộc huyện Mladá Boleslav, vùng Středočeský, Cộng hòa Séc.